# 武利山
46°57′50.2776″N 7°5′38.5692″E / 46.963966000°N 7.094047000°E

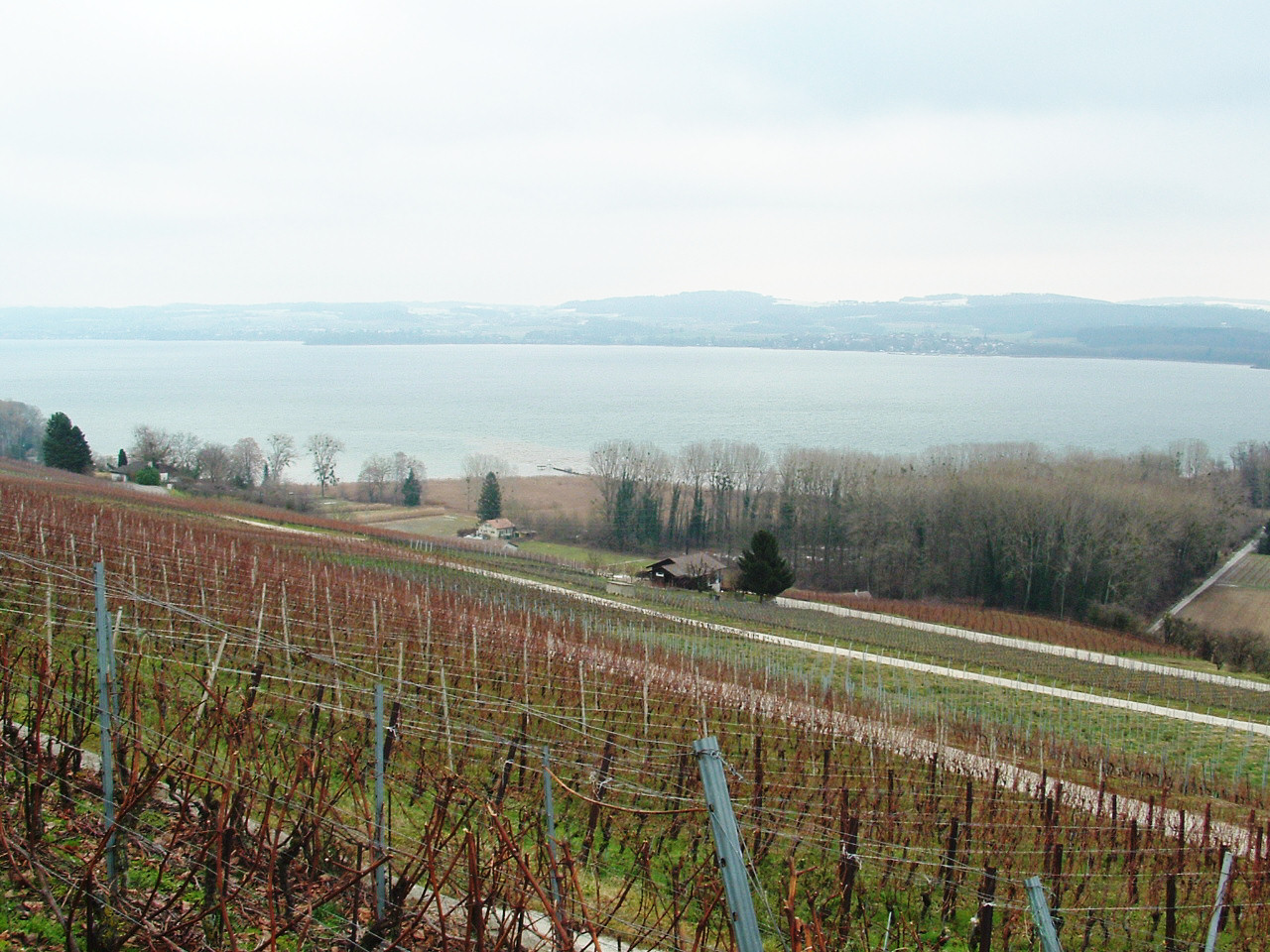

武利山（Mont Vully），是瑞士的山峰，位於該國西部，由弗里堡州負責管轄，屬於瑞士高原的一部分，處於穆爾滕湖和納沙泰爾湖之間，海拔高度653米，每年平均降雨量1,471毫米。

## 參考資料

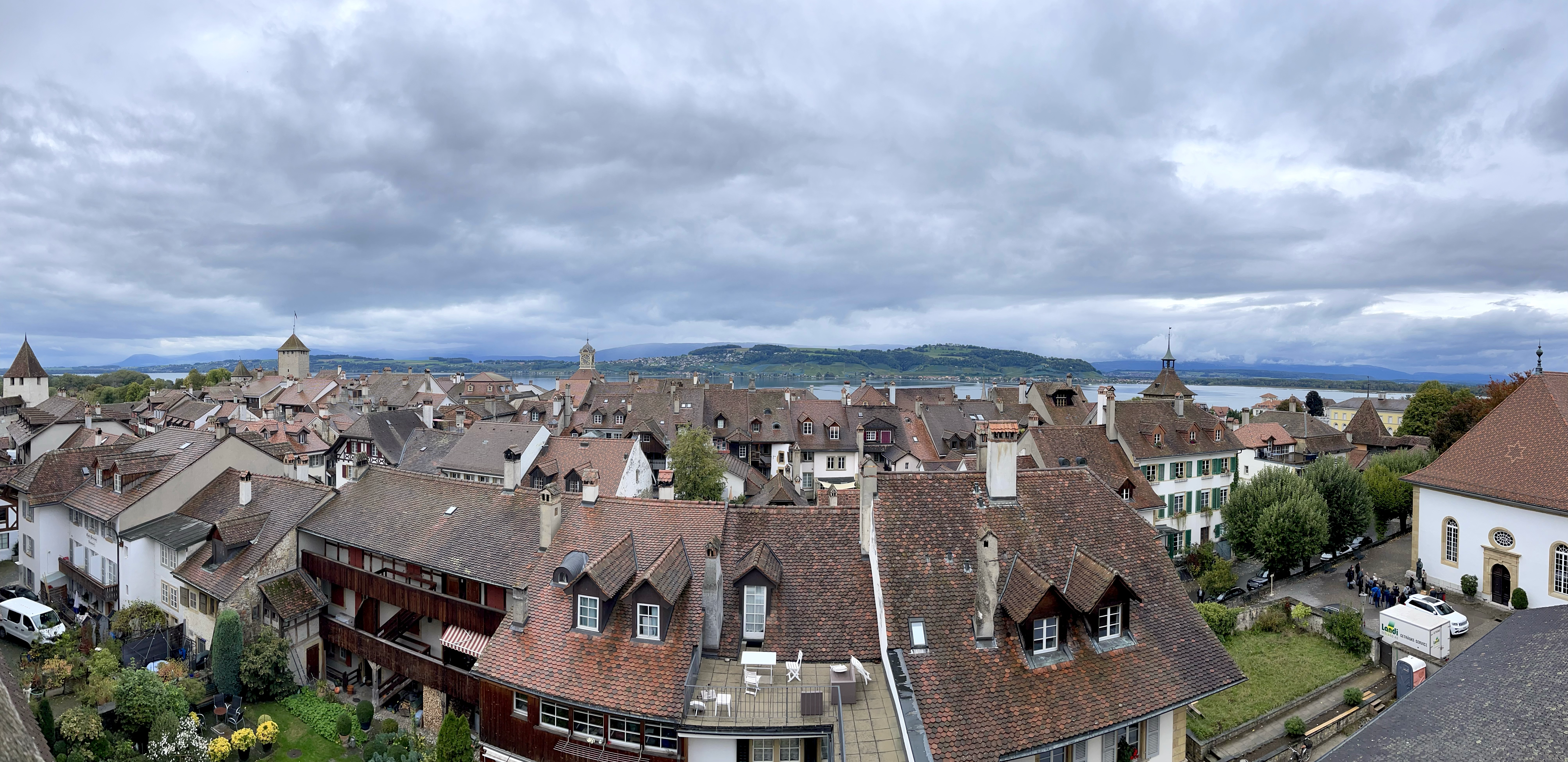